# Sharknado 3
Sharknado 3 (Sharknado 3: Oh Hell No!) è un film per la televisione del 2015 diretto da Anthony Ferrante e distribuito dallo studio The Asylum. È il terzo capitolo della serie di Sharknado.
Il film è stato trasmesso per la prima volta negli Stati Uniti il 22 luglio 2015 sul canale televisivo Syfy.

## Trama
Mentre Fin Shepard si trova a Washington per ricevere una medaglia per i suoi atti di eroismo compiuti a Los Angeles e New York nei film precedenti, anche la capitale viene colpita da un violentissimo "sharknado" che semina morte e distruzione in tutta la città. Fin e il presidente riescono a salvarsi, dopo aver combattuto gli squali fianco a fianco, e lo sharknado si estingue autonomamente.
Fin decide di raggiungere sua moglie April (che aspetta un bambino), sua suocera May e sua figlia Claudia, che sono in visita all'Universal Orlando Resort, temendo che il fenomeno possa ripetersi. Durante il suo viaggio, infatti, incontra un altro sharknado, ma viene salvato da Nova e dal suo partner Lucas che, in seguito agli avvenimenti di Sharknado, si sono addestrati per combattere il fenomeno. I tre arrivano in un aeroporto militare, che viene subito colpito da un altro sharknado; Nova e Fin riescono a salire in tempo a bordo di un jet, ma Lucas si sacrifica per distruggere lo sharknado con un'esplosione.
Fin arriva a Orlando, dove si sta verificando un'altra pioggia di squali, che ormai si sono scatenate su tutta la Costa Orientale degli Stati Uniti. Fin capisce che l'unico sistema per fermare il fenomeno e distruggere gli sharknado colpendoli dallo spazio e per questo si dirige a Cape Canaveral, dove Fin ottiene anche l'appoggio di suo padre Gil Shepard, colonnello della NASA: cercheranno di salvare la East Cost lanciando i serbatoi di carburante di uno space shuttle all'interno della tempesta. Fin, Gil e April partono a bordo dello Shuttle ma il piano fallisce; Gil decide di sacrificarsi per attivare manualmente l'arma Strategic Defense Initiative, nascosta in un satellite artificiale. L'arma riesce a fermare la tempesta colpendola con un raggio laser, ma lo Shuttle viene attaccato da altri squali e Fin e April vengono ingoiati da uno di loro che subito dopo precipita verso terra. Quando tocca il suolo, dopo essere bruciato per l'attrito con l'atmosfera, Fin è illeso e April ha partorito il bambino mentre si trovava all'interno dell'animale.
Nel finale, sembra che April stia per essere colpita da un frammento dello Shuttle e nei titoli di coda viene lanciato un appello ai fan per decidere su Twitter se April sopravviverà e sarà presente nel film successivo.

## Cameo
Nel film compaiono numerosissimi personaggi famosi, anche in scene di pochi secondi (tra i quali Lou Ferrigno, Grant Imahara, il wrestler canadese della WWE Chris Jericho e George R. R. Martin) e celebrità della tv statunitense che interpretano sé stesse.